# Атлетика на Летњим олимпијским играма 2012 — штафета 4 × 100 метара за мушкарце
Штафетна трка 4 х 100 метара за мушкарце, је била, једна од 47 дисциплина атлетског програма на Летњим олимпијским играма 2012. у Лондону, Уједињено Краљевство. Такмичење је одржано од 10. и 11. августа на Олимпијском стадиону.

## Учесници
Учествовало је 16 штафета, из исто толико земаља.
| - Аустралија - Бразил - Канада - Кина - Француска - Немачка | - Хонгконг - Италија - Јамајка - Јапан - Холандија | - Пољска - Сент Китс и Невис - Тринидад и Тобаго - Сједињене Америчке Државе - Уједињено Краљевство |

## Систем такмичења
Такмичње у овој дисциплини је орджанао у два дана. Првог дана у квалификацијама се учествовале све штафете које су постигле квалификационе норме. Такмичари су били подељени у две групе из којих су се по 3 најбрже штафете из сваке групе и две према постигнутом резултату пласирали у финале.

## Преглед такмичења
Дана 11. августа, штафета Јамајке, за коју су трчали Неста Картер, Мајкл Фрејтер, Јохан Блејк и Јусејн Болт, освојила је златну медаљу и оборила свој светски рекорд од 37,04 постигнут на Светском првенству 2011. резултатом 36,84 сек.
Картер није добро почео и Трел Кимонс из САД био је на челу првих 100 метара. Кимонс предаје штафету, бившем светском рекордеру и олимпијском победнику Џастину Гатлину сачувао вођство. До треће измене Америка је имала благу предност над Јамајком, али када је Мајкл Фрејтер предао штафету Јохану Блејку, Блејк сустиже Тајсона Геја и са благом предноси врши последњу измену са Болтом, који повећава предност у трци са Рајаном Бејлијем и са предности од неколико метара пролази кроз циљ у времену новог светског рекорда. САД је била друга са новим националним рекордом, а Канада трећа, али је дисквалификована јер је трећи члан штафете Џаред Конатон, нагазио линију суседне стазе, па је на њено место дошао Тринидад и Тобаго
У мају 2014. године, члан америчке штафет 4 х 100 м Тајсон Геј добио је једногодишњу суспензију због коришћења анаболичких стереоида и одузете су му све медаље и брисани сви резултати 15. јула 2012. године када их је први пут употребио. У мају 2015. године МОК је писао Америчком олимпијском комитету тражећи да прикупи медаље осталих учесника штафете Трела Кимонса,Џастина Гатлина, Рајана Бејлија ], Џефрија Демпса и Дарвиса Патона. Прерасподелом медаља Тринидад и Тобаго је добио сребро, а Француска бронзу.

## Рекорди пре почетка такмичења
(стање 10. јул 2012.)
| Светски рекорд          | 37,04 | Јамајка Неста Картер Мајкл Фрејтер Јохан Блејк Јусејн Болт          | Јамајка | Тегу, Јужна Кореја | 4. септембар 2011. |
| Олимпијски рекорд       | 37,10 | Јамајка Неста Картер Мајкл Фрејтер Јохан Блејк Јусејн Болт          | Јамајка | Пекинг, Кина       | 22. август 2008.   |
| Најбољи резултат сезоне | 37,82 | Racers Track Club Марио Форсајт Јохан Блејк Роуч Кимари Јусејн Болт | Јамајка | Кингстон, Јамајка  | 21. април 2012.    |

## Нови рекорди после завршетка такмичења
| Светски рекорд                  | 36,84 | Јамајка · Неста Картер · Мајкл Фрејтер · Јохан Блејк · Јусејн Болт | Лондон, УК | 11. август 2012. |
| Олимпијски рекорд               | 36,84 | Јамајка · Неста Картер · Мајкл Фрејтер · Јохан Блејк · Јусејн Болт | Лондон, УК | 11. август 2012. |
| Најбољи светски резултат сезоне | 36,84 | Јамајка · Неста Картер · Мајкл Фрејтер · Јохан Блејк · Јусејн Болт | Лондон, УК | 11. август 2012. |

## Сатница
| Сатум                   | Време | Ниво          |
| ----------------------- | ----- | ------------- |
| Петак 10. август, 2012  | 19:45 | Квалификакије |
| Субота, 11. август 2012 | 21:00 | Финале        |

## Освајачи медаља
|                                                                                         | | '                                                                                   |
| Неста Картер · Мајкл Фрејтер · Јохан Блејк · Јусејн Болт · Kemar Bailey-Cole* · Јамајка | Трел Кимонс · Џастин Гатлин · Тајсон Геј · Рајан Бејли · Џеф Демпс* · Дарвис Патон* · Сједињене Америчке Државе | Кестон Бледман · Марк Бернс · Емануел Календер · Ричард Томпсон · Тринидад и Тобаго |

* такмичари обележени звездицом су трчали у квалификацијама, не и у финалу.

## Резултати

### Квалификације
Штафете су биле подељене у две групе по 8. У финале су се аутоматски квалификовале по прве три из обе групе (КВ) и две према постигнутом резултату. (кв).
| Место | Група | Стаза | Земља                     | Састав штафете                                                      | Резултат     | Белешка |
| ----- | ----- | ----- | ------------------------- | ------------------------------------------------------------------- | ------------ | ------- |
| 1.    | 2     | 7     | Сједињене Америчке Државе | Џеф Демпс, Дарвис Патон Трел Кимонс Џастин Гатлин                   | 37,38        | КВ, НР  |
| 2     | 1     | 6     | Јамајка                   | Неста Картер, Мајкл Фрејтер Јохан Блејк Kemar Bailey-Cole           | 37,39        | КВ, ЛРС |
| 3     | 2     | 4     | Канада                    | Gavin Smellie, Oluseyi Smith Џаред Конатон, Џастин Ворнер           | 38,05        | КВ, ЛРС |
| 4     | 2     | 9     | Јапан                     | Рјота Јамагата, Масаши Еригучи Шинџи Такахира, Shota Iizuka         | 38,07        | КВ, ЛРС |
| 5     | 1     | 4     | Тринидад и Тобаго         | Ричард Томпсон, Марк Бернс Емануел Календер, Кестон Бледман         | 38,10        | КВ, ЛРС |
| 6     | 2     | 5     | Француска                 | Жими Вико, Кристоф Леметр Пјер-Алекси Песоно, Ролан Поњон           | 38,15        | кв      |
| 7     | 2     | 2     | Аустралија                | Ентони Алози, Ајзек Нтиамоа Ендру Макабе, Џошуа Рос                 | 38,17        | кв ОКР  |
| 8     | 1     | 7     | Холандија                 | Брајан Маријано, Чуранди Мартина Ђовани Кодрингтон, Патрик ван Лојк | 38,29        | КВ, НР  |
| 9     | 2     | 3     | Пољска                    | Kamil Masztak, Даријуш Кућ Роберт Кубачик, Камил Крињски            | 38.31        | НР      |
| 10    | 1     | 8     | Бразил                    | Aldemir da Silva Junior, Сандро Вијана Нилсон Андре, Бруно де Барош | 38,35        | ЛРС     |
| 11    | 2     | 6     | Немачка                   | Јулијан Ројс, Тобијас Унгер Александер Козенков, Лукас Јакубчик     | 38,37        |         |
| 12    | 1     | 5     | Кина                      | Гуо Фан, Љанг Ђахуанг Су Бингтјен, Џанг Пјеменг                     | 38,38        | НР      |
| 13    | 1     | 4     | Сент Китс и Невис         | Lestrod Roland, Џејсон Роџерс Антоан Адамс, Бриџеш Лоренс           | 38,41        | НР      |
| 14    | 1     | 9     | Италија                   | Симоне Колио, Жак Рипарели Давиде Маненти, Фабио Черути             | 38,58        | ЛРС     |
| 15    | 2     | 8     | Хонгконг                  | Tang Yik Chun, Lai Chun Ho Ng Ka Fung, Чи Хо Цуи                    | 38,61        |         |
| —     | 1     | 2     | Уједињено Краљевство      | Кристијан Малком, Двејн Чејмберс Данијел Талбот, Адам Џемили        | ДИСК (37,93) |         |

### Финале
| Место | Стаза | Атлетичар                   | Земља                                                               | Резултат     | Белешка         |
| ----- | ----- | --------------------------- | ------------------------------------------------------------------- | ------------ | --------------- |
|       | 6     | Јамајка                     | Неста Картер, Мајкл Фрејтер Јохан Блејк, Јусејн Болт                | 36,84        | СР, ОР, САР, НР |
|       | 9     | Тринидад и Тобаго           | Кестон Бледман, Марк Бернс Емануел Календер, Ричард Томпсон         | 38,12        |                 |
|       | 3     | Француска                   | Жими Вико, Кристоф Леметр Пјер-Алекси Песоно, Ролан Поњон           | 38,16        |                 |
| 4.    | 4     | Јапан                       | Ryota Yamagata, Масаши Еригучи Шинџи Такахира, Shota Iizuka         | 38,35        |                 |
| 5.    | 8     | Холандија                   | Брајан Маријано, Чуранди Мартина Ђовани Кодрингтон, Патрик ван Лојк | 38,39        |                 |
| 6.    | 2     | Аустралија                  | Ентони Алози, Ајзек Нтиамоа Ендру Макабе, Џошуа Рос                 | 38,43        |                 |
| —     | 5     | Канада                      | Gavin Smellie, Oluseyi Smith Џаред Конатон, Џастин Ворнер           | ДИСК (38,07) | 163.3а          |
| -     | 7     | Сједињене Америчке Државе * | Трел Кимонс, Џастин Гатлин Тајсон Геј, Рајан Бејли                  | 37,04        | НРДиск.         |

- Члан штафете САД Тајсон Геј дисквалификован је пошто је користио анаболичке стероиде, па је дисквалификована комплетна штафета и одузета им је сребрна медаља. Медаље су накнадон дедељене трећм Тринидаду и Тобагу, а бронза Француској.